# Émilienne Galicier
Émilienne Berthe Galicier (11 de junho de 1911 - 7 de julho de 2007) foi uma política francesa. Ela foi eleita para a Assembleia Nacional em 1945 como uma do primeiro grupo de mulheres francesas no parlamento. Ela serviu na Assembleia Nacional até 1958.
Em 1935 ela se juntou ao Partido Comunista Francês (PCF) e durante a Segunda Guerra Mundial, ela foi membro da Resistência Francesa. Ela foi candidata do PCF no departamento de Nord nas eleições de 1945 para a Assembleia Nacional. Candidata em terceiro lugar na lista do PCF, foi eleita parlamentar, passando a fazer parte do primeiro grupo de mulheres da Assembleia Nacional. Ela foi reeleita em julho de 1946 e, durante o seu segundo mandato no parlamento, atuou como membro da Comissão de Reconstrução e Danos de Guerra e do Comité de Agricultura e Abastecimento. Ela foi reeleita novamente em novembro de 1946, após a qual tornou-se membro da Comissão de Alimentos e da Comissão de Imprensa.
Embora Galicier tenha caído para o quarto lugar na lista do PCF nas eleições de 1951, ela foi reeleita e voltou a integrar as mesmas comissões. Foi reeleita em 1956, novamente em quarto lugar na lista do PCF, tendo-se tornado membro da Comissão de Trabalho e Previdência Social. Ela perdeu a sua cadeira nas eleições de 1958, que viu o PCF reduzido de 150 para dez cadeiras.